# Trei Iezere
Trei Iezere este un lac în partea central-nordică a Deltei Dunării, la est de satul Mila 23, legat prin canale de gârlele Lopatna și Șontea. Are o suprafață de 5 km2. Este un important bazin piscicol.